# Tommaso Carafa
Tommaso Carafa (1588 - 7 de dezembro de 1664) foi um prelado católico romano que serviu como bispo de Capaccio (1639-1664) e bispo de Vulturara e Montecorvino (1623-1637).

## Biografia
Tommaso Carafa nasceu em 1588. No dia 20 de novembro de 1623, foi nomeado durante o papado de Urbano VIII como Bispo de Vulturara e Montecorvino. A 26 de novembro de 1623, foi consagrado bispo por Cosimo de Torres, cardeal-sacerdote de San Pancrazio, com Paolo Emilio Santori, arcebispo de Urbino, e Giuseppe Acquaviva, arcebispo titular de Tebas, servindo como co-consagradores. Serviu como Bispo de Vulturara e Montecorvino até à sua renúncia em 1637. A 11 de julho de 1639, foi nomeado Bispo de Capaccio durante o papado de Urbano VIII, onde serviu até à sua morte a 7 de dezembro de 1664.